# 바리스타 자격시험
바리스타 자격시험은 바리스타가 되기 위해 자격증을 취득하려 치르는 시험이다. 현재 대한민국에서 취득할 수 있는 모든 바리스타 자격증은 비공인 자격증이다.

## 응시 자격
필기시험은 응시 제한이 없으며, 실기시험은 해당 종목의 필기시험을 합격한 후에 실기시험 시행일까지 2년이 경과하지 않은 바리스팅 전공자가 응시할 수 있다.

## 필기 시험과목
- 1급: 커피학개론, 커피 추출, 커피 배전, 서비스 및 식품위생 등 바리스타(2급) 자격시험 예상 문제집 포함.
- 2급: 커피학개론, 커피 추출, 커피 배전, 서비스 및 식품위생 등.
  - 시험시간은 60분, 합격기준은 매 과목 100점 만점에 평균 70점 이상이다.

## 실기 시험과목
- 1급: 사전 준비자세, 에스프레소, 카푸치노(라떼아트, 자유형식), 서비스 기술, CUP TEST.
- 2급: 사전 준비자세, 에스프레소, 카푸치노, 서비스 기술.
  - 합격기준은 매 과목 100점 만점에 평균 70점 이상이다.

## 자격증에 대한 비판
현재 바리스타 자격증은 모두 비공인 자격증이기 때문에 확실한 검증이 된 자격증이 없다. 또한 커피 인기에 의해 우후죽순식으로 늘어나는 자격증 발급기관이 생겼고 이미 10만명이 넘는 바리스타 자격증 취득자가 있으며, 한편으로는 몇몇 단체의 돈벌이에 목적을 둔 무분별한 자격증 남발로 공신력을 잃는 역현상도 발생하고있다.

## 같이 보기
- 바리스타
- 바리스타 커피
- 커피